# 5651 Traversa
5651 Traversa è un asteroide della fascia principale del diametro medio di circa 26,88 km. Scoperto nel 1991, presenta un'orbita caratterizzata da un semiasse maggiore pari a 3,1445573 UA e da un'eccentricità di 0,1548569, inclinata di 14,63974° rispetto all'eclittica.